# Šarengrad
Šarengrad är en ort i Kroatien.   Den ligger i länet Srijem, i den östra delen av landet, 270 km öster om huvudstaden Zagreb. Šarengrad ligger 94 meter över havet och antalet invånare är 842.
Terrängen runt Šarengrad är platt. Runt Šarengrad är det ganska tätbefolkat, med 86 invånare per kvadratkilometer. Närmaste större samhälle är Ilok, 7,6 km öster om Šarengrad. Omgivningarna runt Šarengrad är en mosaik av jordbruksmark och naturlig växtlighet.